# Швидкісна дорога S7 (Польща)

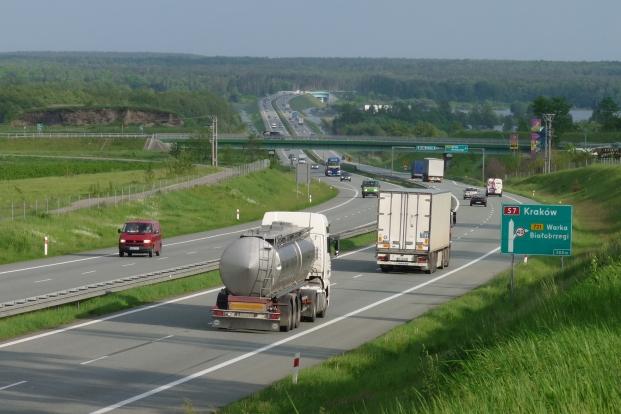
Білобжезька дорога та міст через річку Піліца

Швидкісна дорога S7 — швидкісна дорога, побудована в Польщі між Гданськом і Рабка-Здруй, що пролягає вздовж європейських трас E28 (на ділянці Гданськ-Ліпце – Ельблонг-Вшод) і E77. З’єднує агломерації Тримісто, Варшаву, Кельці та Краків. Кільцева дорога Тримісто на ділянці Гдиня-Велькі Концьк-Гдиня Хілонія також позначена як швидкісна дорога S7. Шосе S7 на ділянці Краків Опатковіце – Рабка-Здруй є фрагментом дороги Закоп'янка. В кінцевому підсумку була запланована у форматі 2×2 (дві проїжджі частини по дві смуги кожна) з короткими фрагментами схеми 2×3. Запланована довжина маршруту 706 км, що робить її найдовшою швидкісною магістраллю в Польщі.

## Дивись також
- Національна дорога №7